# Carlos Javier López
Carlos Javier López (Rosario, Argentina, 19 de marzo de 1980) es un exfutbolista argentino. Es diestro. Hacía de defensor central y su último club fue Mineros de Guayana de la Primera División de Venezuela.
Actualmente se desempeña como agente de jugadores en Ottanta Group.

## Clubes
| Club                                                                 | País          | Año       | Anotado |
| -------------------------------------------------------------------- | ------------- | --------- | ------- |
| Deportes Concepción                                                  | Chile         | 2000-2001 | ?       |
| Pachuca                                                              | México        | 2001-2002 | ?       |
| Central Córdoba                                                      | Argentina     | 2002-2003 | ?       |
| Mérida                                                               | México        | 2003-2004 | ?       |
| Central Córdoba                                                      | Argentina     | 2004      | ?       |
| Aldosivi                                                             | Argentina     | 2005-2006 | ?       |
| Vaduz                                                                | Liechtenstein | 2006-2007 | 0       |
| Paganese                                                             | Italia        | 2007-2008 | ?       |
| Blooming                                                             | Bolivia       | 2008      | 0       |
| Estudiantes de Mérida                                                | Venezuela     | 2009      | 0       |
| Deportivo Italia                                                     | Venezuela     | 2009-2010 | 1       |
| Tiro Federal                                                         | Argentina     | 2010-2011 | 0       |
| Deportivo Anzoategui                                                 | Venezuela     | 2011-2013 | 4       |
| San Martín de Tucumán                                                | Argentina     | 2013      | 0       |
| Zamora Fc                                                            | Venezuela     | 2014      | 3       |
| Deportivo Táchira FC                                                 | Venezuela     | 2015      | 0       |
| North East United FC                                                 | India         | 2015-2016 | 0       |
| Deportivo Anzoategui                                                 | Venezuela     | 2016      | 0       |
| Mineros de Guayana                                                   | Venezuela     | 2017      | 1       |
| Club Atlético Elortondo [cita requerida]                             | Argentina     | 2019-2021 |         |
| Club Atlético Belgrano Juniors y Biblioteca Popular [cita requerida] | Argentina     | 2019-2021 |         |

## Palmarés

### Campeonatos nacionales
| Club             | País                 | Año       |           |
| ---------------- | -------------------- | --------- | --------- |
| Torneo Clausura  | Blooming             | Bolivia   | 2009      |
| Copa Venezuela   | Deportivo Anzoátegui | Venezuela | 2012      |
| Torneo Clausura  | Zamora Fútbol Club   | Venezuela | 2013      |
| Primera División | Zamora               | Venezuela | 2013-2014 |
| Primera División | Deportivo Táchira FC | Venezuela | 2014-2015 |